# Paul Hanlon
Paul Hanlon (* 20. Januar 1990 in Edinburgh) ist ein schottischer Fußballspieler.

## Karriere

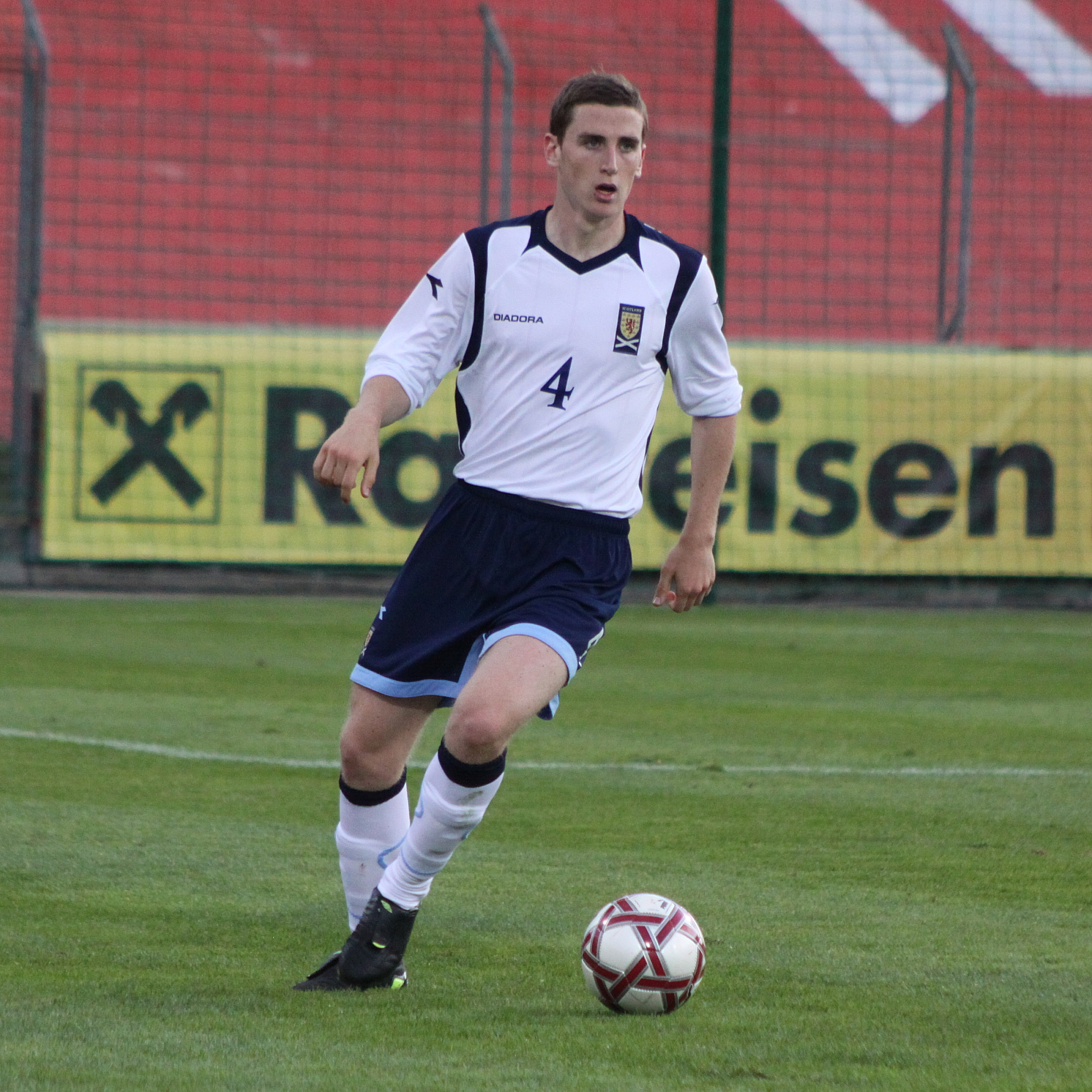
Hanlon in einer Partie für die schottische U-21-Auswahl (2009)

### Verein
Hanlon ist Linksfuß und spielt auf der Position des Innenverteidigers oder des linken Verteidigers. In seiner Jugend spielte er bei Hibernian Edinburgh, seit 2008 gehörte er dem Profikader der Hibs an. Am 9. Februar 2008 gab er sein Debüt in der Scottish Premiership beim Auswärtsspiel gegen Dundee United und spielte gleich das ganze Spiel durch. Insgesamt machte er in seiner ersten Profisaison acht Spiele, blieb aber in dieser Saison, in der er nur in der Rückrunde spielte, ohne Tor.
Am 16. August 2008 erzielte er beim 3:2-Sieg über den FC Falkirk mit dem zwischenzeitlichen 3:1 sein erstes Ligaspieltor. Auch in den nächsten siebzehn Jahren traf er in jeder Saison mindestens einmal.
In der Saison 2010/11 wurde Hanlon Stammspieler und absolvierte in der Liga 32 Spiele. In der Saison 2013/14 fiel er die letzten acht Spiele der Saison aufgrund einer Knieverletzung aus. Hibernian verlor sieben dieser Spiele und stieg in die zweite schottische Liga ab.
In der Saison 2015/16 holte Hibernian überraschend als Zweitligist den Scottisch FA Cup. Im Achtelfinale des Wettbewerbs hatte Hanlon bei Heart of Midlothian FC den Ausgleich zum 2 : 2 in der 92. Minute erzielt und damit das Ausscheiden verhindert. Im Finale, das Hibernian mit 3 : 2 gegen die Glasgow Rangers gewann, spielte Hanlon bis zur 83. Minute.
Am Ende der Saison 2016/17 stieg Hanlon mit Hibernian wieder in die erste schottische Liga auf. In den nächsten Saisons stand er häufig als Kapitän der Mannschaft auf dem Platz. Außer während einer kurzen Leihe von Dezember 2008 bis Januar 2009 beim FC St. Johnstone lief Hanlon in seiner Profilaufbahn bis 2024 nur für Hibernian auf.
Nachdem sein Vertrag nach der Saison 2023/24 nicht mehr verlängert worden war, wechselte er dann aber zu Beginn der Saison 2024/25 zum schottischen Zweitligisten Raith Rovers FC, bei dem er einen Dreijahresvertrag unterschrieb.

### Nationalmannschaft
Hanlon spielte regelmäßig in der U19 und U21 Schottlands. Sein einziges A-Länderspiel bestritt er am 14. Oktober 2020 beim 1 : 0 - Sieg gegen Tschechien, als er elf Minuten vor Ende der Partie eingewechselt wurde.

## Sonstiges
Schon während seiner Zeit bei Hibernian machte er die schottische Trainer-B-Lizenz. 2025 erhielt er auch die A-Lizenz. Außerdem absolvierte er an der Edinburgh Napier University erfolgreich ein Wirtschaftsstudium.
Zusammen mit Lewis Stevenson, seinem Mitspieler bei Hibernian Edinburgh und Raih Rovers, gründete er 2019 die Hanlon Stevenson Foundation, deren Ziel die Unterstützung weniger privilegierter Kinder ist.

## Erfolge
- Scottish FA Cup: 2016